# Boynne Sulci
Boynne Sulci est une longue fracture située sur le satellite Triton de la planète Neptune par 13° S et 350° E.

## Géographie et géologie
Boynne Sulci prend naissance à l'ouest de la zone couverte par les clichés de la sonde Voyager 2 sur la calotte polaire australe de Triton — Uhlanga Regio — et court horizontalement vers l'est puis obliquement vers le nord-ouest dans Monad Regio, où elle semble être interrompue par des épanchements de « cryolave » peut-être issus des impacts à l'origine des bassins de Ryugu Planitia et Sipapu Planitia.
Ce type de formations sur Triton rappelle beaucoup celles observées sur le satellite Encelade de Saturne, notamment les fameuses « rayures de tigre » des régions polaires australes d'Encelade.